# Мартингейл
Мартинге́йл (мартингал, от фр. martingale) — стратегия управления ставками в азартных играх, основанная на том, что игрок повышает ставки, пока не получит выигрыш. Несмотря на кажущуюся гарантию того, что эта стратегия всегда приводит к выигрышу, мартингейл не даёт игроку преимущества.

## Суть стратегии
Суть стратегии заключается в следующем:
- Начинается игра с некоторой заранее выбранной стартовой ставки.
- После каждого проигрыша игрок должен увеличивать ставку так, чтобы в случае выигрыша окупить все прошлые проигрыши в этой серии, с небольшим доходом (к примеру, 1-2-4-8-16-32-64 и т. д.). При соблюдении последовательности прибыль игрока при выигрыше будет равна начальной ставке.
- В случае выигрыша игрок должен вернуться обратно к начальной ставке.

Когда игрок выигрывает, даже после длинной серии проигрышей, он отыгрывает весь проигрыш и при этом получает прибыль, равную стартовой ставке. Кажется, что эта стратегия беспроигрышна, так как игрок не может бесконечно долго проигрывать.
Используя стратегию мартингейл, игрок не получает преимущества, он всего лишь перераспределяет свой выигрыш: игрок проигрывает чаще, чем выигрывает, но выиграв — отыгрывает все проигрыши с момента предыдущего выигрыша.

## История и этимология
Стратегия мартингейл известна не позднее чем с середины XVIII века, причём под современным названием (также стратегию называли «мартингейлом Даламбера», хотя нет никаких свидетельств тому, что Даламбер имел к стратегии отношение).
Иногда ошибочно утверждается, что стратегия названа в честь удачливого картёжника XIX века, который был завсегдатаем казино Французской Ривьеры. Возможно, название восходит к жаргону окситанских картёжников, где a la martengalo означало «[играть] абсурдным образом». В свою очередь, слово martengalo означало жителей города Мартиг, служивших в анекдотах образами наивных простаков.
Исторически первым и традиционным применением стратегии мартингейла является казино. Так, в рулетке мартингейл используют в основном при ставках на «равные шансы»: красное/чёрное, чётное/нечётное. При этом в случае проигрыша каждая последующая ставка равна удвоенной предыдущей.

## Обобщения принципа
Принцип мартингейла может быть обобщён для случая игры с различными суммами проигрыша и выигрыша. Для этого подсчитывается сумма «долга» (она должна быть неотрицательной величиной): изначально она равна нулю, а после каждой партии к ней прибавляется сумма проигрыша или вычитается сумма выигрыша. Ставка на выигрыш перед каждой партией вычисляется как суммарный «долг» плюс начальная базовая ставка. Нетрудно видеть, что в случае равных сумм проигрыша и выигрыша расчёт ставки после проигрыша сводится к удвоению предыдущей ставки.[уточнить]

## Пример
Условия: орлянка (вероятность орла/решки = 0,5), ставим всё время на орла, в случае проигрыша удваиваемся.
Имеется начальный капитал, которого может хватить на серию из {\displaystyle n} ставок (то есть размера {\displaystyle 2^{n}-1} начальных ставок).
Вероятность разорения: {\displaystyle 0{,}5^{n}}. Вероятность выигрыша (получения приза на любом из этапов, не приводящих к разорению): {\displaystyle 1-0{,}5^{n}}.
Теперь, для примера, в цифрах: начальная ставка 1 доллар, имеется капитал на {\displaystyle n=10} удваивающихся ставок, то есть {\displaystyle 1+2+2^{2}+\dots +2^{9}=1023} доллара.
Результат 10 бросков может быть всяким: могут выпасть все решки, могут — все орлы, могут — 5 орлов, потом — 5 решек, могут — 5 решек, а потом — 5 орлов и т. д., всего возможны {\displaystyle 2^{10}=1024} комбинации. Все эти комбинации равновероятны и вероятность каждой из них равна {\displaystyle {\frac {1}{1024}}}. При этом из всех возможных комбинаций только одна приведёт к разорению: 10 решек, то есть вероятность разорения равна {\displaystyle {\frac {1}{1024}}}.
Вероятность выигрыша, то есть любой другой комбинации, кроме десяти решек, равна {\displaystyle 1-{\frac {1}{1024}}={\frac {1023}{1024}}}. Отношение вероятности разорения к вероятности выигрыша равно {\displaystyle {\frac {1/1024}{1-1/1024}}=1/1023}.
Размер возможного выигрыша в серии составляет 1 доллар. При этом игрок рискует всем капиталом, равным 1023 долларам, то есть соотношение выигрыша к риску (1:1023) равно соотношению вероятностей разорения и выигрыша. Если разыгрывать большое количество серий подряд, то в среднем каждую 1024-ю серию игрок будет проигрывать, теряя на ней весь выигрыш от предыдущих 1023 серий, и в итоге в среднем останется при своих. Математическое ожидание игры равно 0.

## Критика
Стратегия мартингейл может быть не очень эффективна в современных казино по следующим причинам:
- Зачастую в казино установлен фиксированный размер минимальной и максимальной ставки, то есть играть по этой системе можно не бесконечно, а лишь определенное количество раз. В итоге, поставив почти максимум всех своих денег и проиграв, человек уже не имеет возможности продолжить и теряет шанс вернуть деньги.
- В рулетке есть значение «зеро» (а в американской рулетке есть два или даже три «зеро»), то есть шансы на выигрыш не 50:50, а в случае с одним «зеро» примерно 48,65:48,65:2,7 (см.: задача о разорении игрока).
- При сравнении суммарных затрат на ставки и размер выигрыша окажется, что доходность капитала не столь уж и значительна.
- Капитал игрока ограничен, а желание выиграть может превзойти здравый смысл и расчёт (см.: Санкт-Петербургский парадокс), при этом в случае длинной серии проигрышей потери растут экспоненциально[4].